# Schloss Schönfeld (Schönfeld)

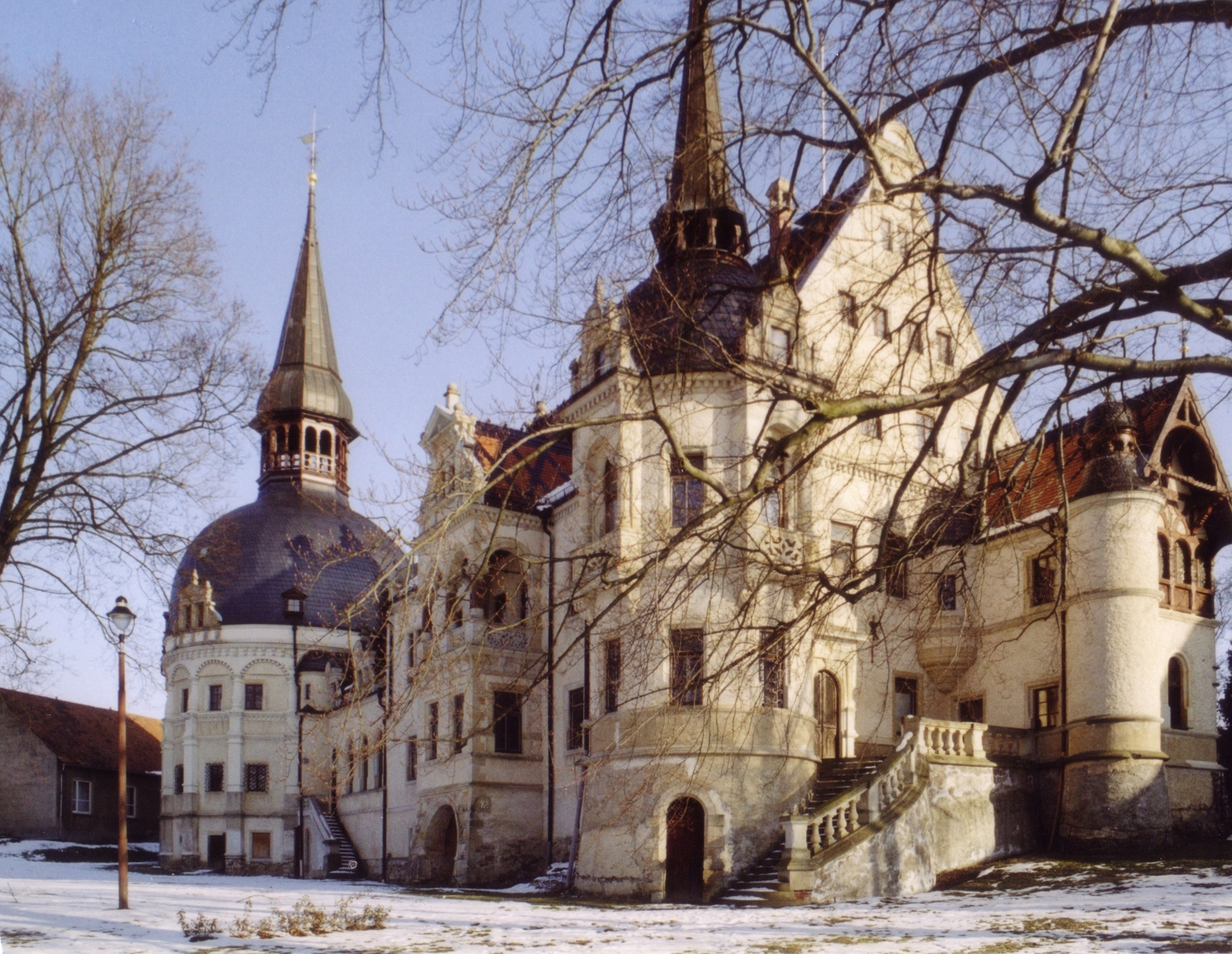
Großes Schloss in Schönfeld

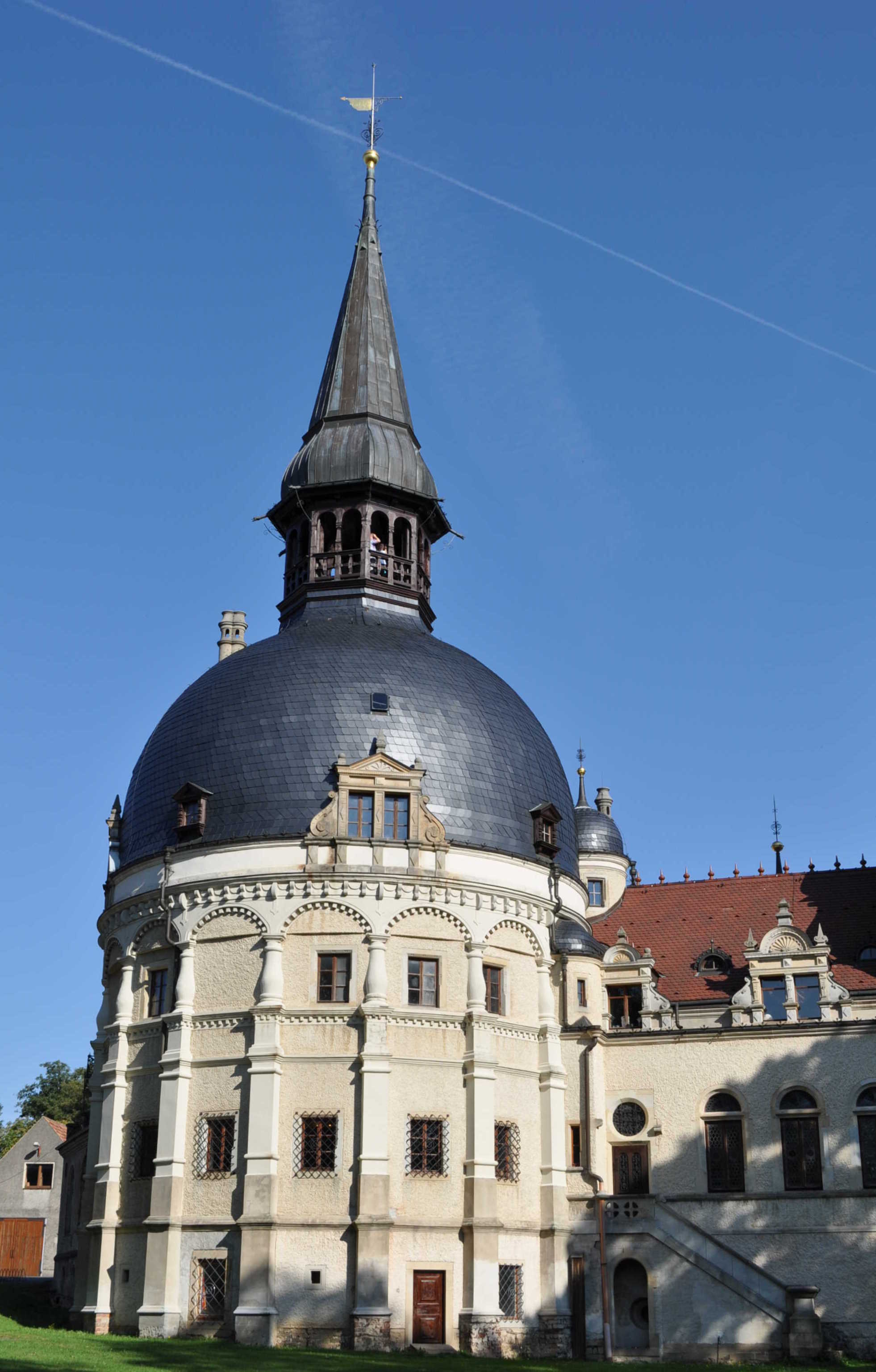
Renaissance-Turm

Das Schloss Schönfeld in der sächsischen Gemeinde Schönfeld wurde als Wasserburg erstmals im 13. Jahrhundert urkundlich erwähnt und im Laufe der Jahrhunderte weiter ausgebaut. Bis ins frühe 15. Jahrhundert saß hier die Adelsfamilie Schönfeld. Die Bauten stammen aus den Jahren von 1560 bis 1580. Im Jahr 1882 erwarb der Maximilian Dathe Freiherr von Burgk das Schönfelder Schloss und ließ es bis 1884 umbauen. Heute ist Schloss Schönfeld eines der bedeutendsten Neorenaissance-Schlösser Sachsens.

## Lage
Das Schloss Schönfeld steht drei Kilometer von der A13-Abfahrt (Thiendorf) in Richtung Großenhain in der Gemeinde Schönfeld an der B 98. Das Schloss ist mit den Buslinien 455 und 456 der Verkehrsgesellschaft Meißen zu erreichen.

## Geschichte
Eine Urkunde vom 21. Januar 1216 nennt Tammo de Sconevelt als Zeugen bei der Übertragung des Dorfes und der Kirche Zadel durch den Markgrafen Dietrich an das Kloster Altzella. Dies stellt die Ersterwähnung von Schönfeld als Lehnsherrschaft dar. Im Bereich des großen Turms befand sich damals eine Anlage mit Wehrcharakter zum Schutze der Hohen Straße, einer Handelsstraße. Im Jahr 1309 gehören zum Edelsitz der Familie Sconevelt 37 Hufen Land. Die Adelsfamilie Schönfeld besaß mehrere Herrenhöfe, einige der Herren waren die rechte Hand des Markgrafen. Im Jahr 1350 belagerten die Kriegsknechte des Oberlausitzer Sechsstädtebunds den Ort. Durch Todesfall und Erbgang kam 1400 die halbe Schönfelder Herrschaft an die Familie von Köckritz. Jan de Schonfeld wird 1413 als letzter Besitzer aus dem Geschlecht Schönfeld genannt. Die Herrschaft des namensgebenden Geschlechts auf Schönfeld erlosch schließlich 1421.

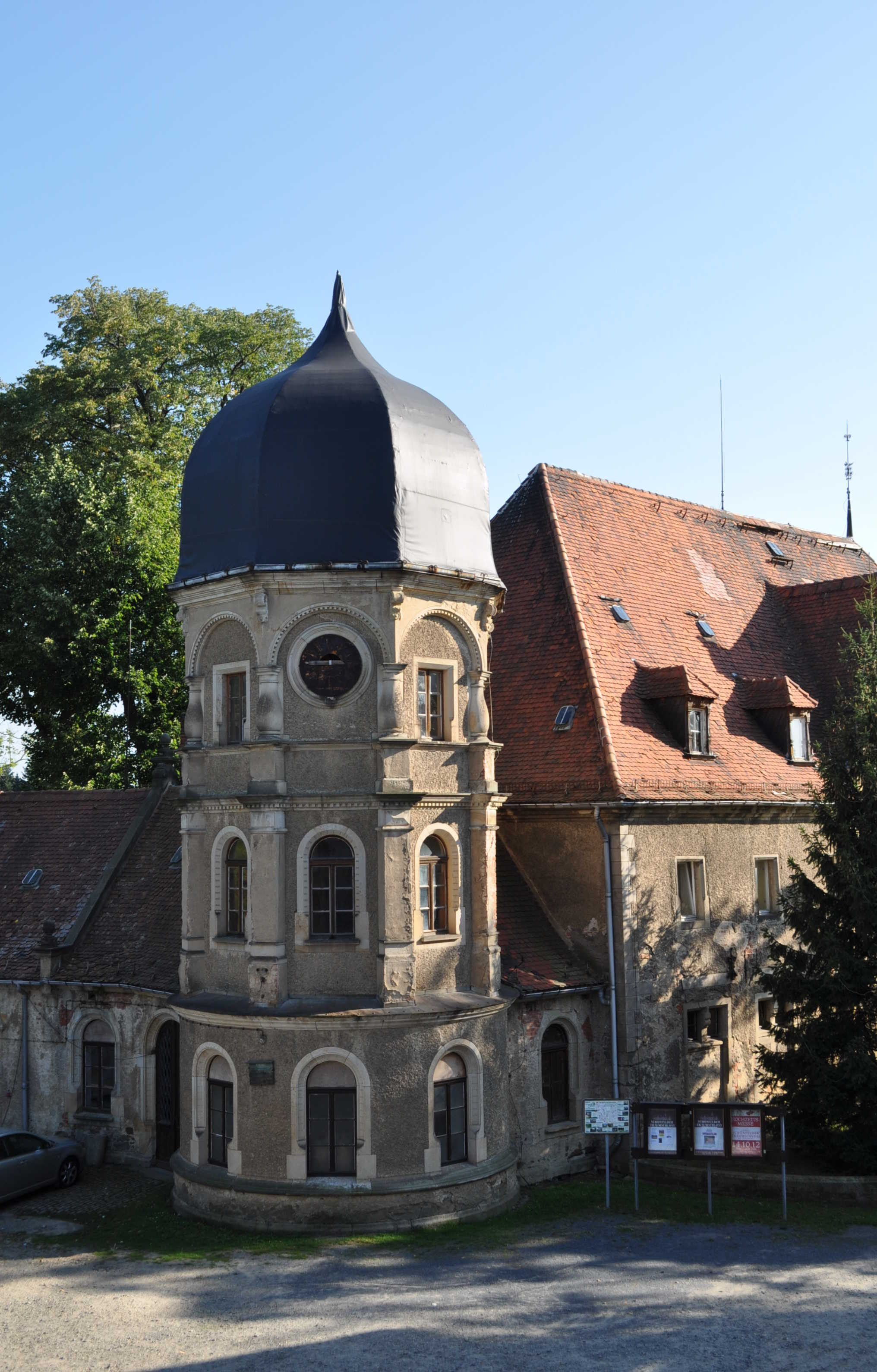
Kleines Schloss

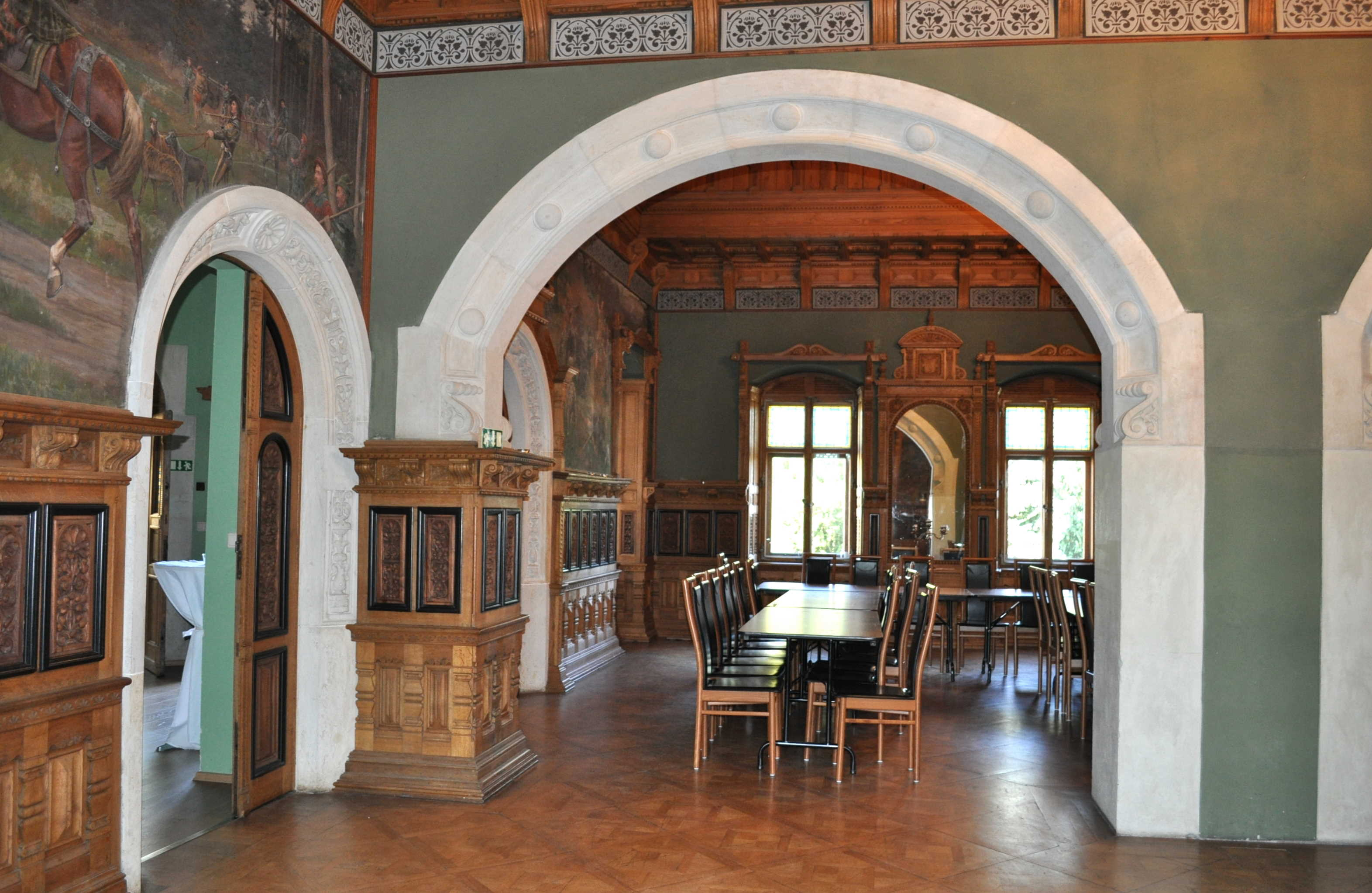
Interieur

Anschließend saßen in Schönfeld zwei Lehnsherren, es bestanden die Herrschaften „Neuen Theils“ und „Alten Theils“. Belehnt wurden zunächst Vertreter der meißnischen Familien Maltitz und Miltitz. In Schönfeld „Neuen Theils“ folgte 1448 Titz von Honsberg. Die Herrschaft „Alten Theils“ ging nach Einheirat an Ludold von der Sahla über. Ab 1465 gehörte dann auch der andere Teil der Grundherrschaft Schönfeld den Herren von der Sahla. In ihrer Herrschaftszeit erfolgte von 1560 bis 1590 der Bau der zwei Schlossanlagen als Massivbauten in den Formen der sächsischen Renaissance.
Nach drei Jahrhunderten ging die Herrschaft der Familie von der Sahla schließlich an den kurfürstlich sächsischen Kammerherrn Carl Friedrich von Erdmannsdorf über, der sich 1765 mit Charlotte Sophia von der Sahla vermählte. Die Familie von Erdmannsdorff stellte ab diesem Zeitpunkt für mehrere Generationen die Schönfelder Erb-, Lehn- und Gerichtsherrn. Im Jahr 1768 ließ Carl Friedrich von Erdmannsdorff den Wassergraben um das Schloss teilweise verfüllen. Im Jahr 1830 erfolgte der Abriss dreier Türme und der beiden Zugbrücken des Schlosses. Schönfeld „Alten Theils“ und „Neuen Theils“ wurden 1860 auch formell wieder zu einer Grundherrschaft vereinigt.
Im Jahr 1882 erhielt Maximilian Dathe von Burgk, der Enkel von Carl Friedrich August Freiherr Dathe von Burgk, das Schloss und das Rittergut Schönfeld von seinem Vater als Hochzeitsgeschenk. Zwischen 1882 und 1884 ließ er das Gebäude unter Leitung des Architekten Gotthilf Ludwig Möckel in den Stilformen der Neorenaissance erweitern und ausstatten. Im Jahr 1883 erfolgte der Ausbau der Wirtschaftsgebäude und des Inspektorhauses im Rittergutsgelände. Zwischen 1889 und 1893 leitete der königliche Gartenbaudirektor Max Bertram die Anlage des 6,4 Hektar großen Schlossparks als offener englischer Landschaftsgarten. Von 1900 bis 1901 entstand eine neue Reithalle. Letzter Eigentümer war der Landwirt Freiherr Arthur Dathe von Burgk, verheiratet mit Jutta von Nostitz-Wallwitz, das Ehepaar hatte eine Adoptivtochter Jutta-Maria von Kistowsky, Freiin von Burgk. Im Jahr 1945 wurden die Familie von Burgk enteignet.
Erste Sicherungsarbeiten zum Erhalt des Schlosses wurden 1989 durchgeführt. Zwischen 1990 und 1994 erfolgte die Sanierung und Rekonstruktion der Außenhaut des großen Turms einschließlich des Verbindungsbaus und des Nordost-Giebels am Hauptgebäude. Bis 1997 folgte die Sanierung der Fassade des Hauptgebäudes und seiner Anbauten. Die Balustrade des Hauptgebäudes wurde 1998 fertiggestellt. Im Jahr 1999 kam es zur Sanierung und Rekonstruktion der Außenhaut des Wirtschaftsflügels. Sie umfasste auch den Einbau der Heizungsanlage für den gesamten Schlosskomplex. Eine Pilgerherberge am sächsischen Jakobsweg wurde 2003 eingerichtet.